# Derk Boerrigter
Derk Boerrigter (Oldenzaal, 16 ottobre 1986) è un ex calciatore olandese, di ruolo attaccante.

## Caratteristiche tecniche
Secondo Neil Lennon, allenatore del Celtic ai tempi della sua esperienza in Scozia, è un giocatore mancino, vivace e ha un gran feeling con il gol, sia di destro che di sinistro.

## Carriera
Cresciuto nel vivaio del Twente prima e dell`Ajax poi, nel gennaio 2007 passa in prestito all`Haarlem. Nell'estate seguente passa al Zwolle dove in due stagioni colleziona 63 presenze e 11 gol. Nel 2009 si trasferisce al RKC Waalwijk.
Dopo aver conquistato la promozione in Eredivisie, nell`estate 2011 torna alla base Ajax per 550.000 euro. Debutta ufficialmente con la maglia numero 21 il 30 luglio nella sfida persa per 2-1 contro il Twente valida per la Supercoppa d`Olanda subentrando l minuto 66 al posto del compagno Kolbeinn Sigþórsson. Il 7 agosto segna il suo primo gol alla prima di campionato nella vittoria esterna per 4-1 contro il De Graafschap. Da titolare si ripete la settimana successiva segnando all'Heerenveen. Segna il suo primo gol in Champions League il 18 ottobre seguente in Dinamo Zagabria-Ajax 0-1. Infortunatosi alla schiena a novembre, torna disponibile dopo cinque mesi e torna in campo l'11 aprile 2012 subentrando a Jody Lukoki nello 0-5 esterno all'Heerenveen.
Torna al gol quattro giorni dopo segnando una doppietta nel 3-1 interno contro il De Graafschap.
Il 2 maggio vince la sua prima Eredivisie con l'Ajax concludendo la stagione con 23 presenze e 10 gol in totale.

Nella sua seconda stagione segna 5 gol in 30 partite di campionato vincendo ancora l'Eredivisie.
Il 30 luglio 2013 per 2,1 milioni di euro il Celtic ingaggia il giocatore che firma un contratto quadriennale.
Si ritira ufficialmente il 4 aprile 2016.

## Palmarès

### Club

#### Competizioni nazionali
- Campionato olandese: 2

Ajax: 2011-2012, 2012-2013
- Supercoppa dei Paesi Bassi: 1

Ajax: 2013
- Campionato scozzese: 3

Celtic: 2013-2014, 2014-2015, 2015-2016
- Coppa di Lega scozzese: 1

Celtic: 2014-2015